# Com una imatge
Com una imatge (originalment en francès: Comme une image) és una pel·lícula de comèdia dramàtica francesa del 2004 dirigida per Agnès Jaoui. Va guanyar el premi al millor guió del Festival de Canes. La pel·lícula inclou un clip de la pel·lícula de 1948 Sang a la lluna. S'ha subtitulat al català.

## Repartiment
- Marilou Berry – Lolita Cassard
- Agnès Jaoui – Sylvia Millet
- Jean-Pierre Bacri – Étienne Cassard
- Laurent Grévill – Pierre Millet
- Virginie Desarnauts – Karine Cassard
- Keine Bouhiza – Sébastien
- Grégoire Oestermann – Vincent
- Serge Riaboukine – Félix
- Michèle Moretti – Édith

## Recepció crítica
La pel·lícula va ser ben rebuda per la crítica. L'agregador de ressenyes Rotten Tomatoes informa que el 87% dels 98 crítics li van donar una crítica positiva, amb una valoració mitjana de 7,6 sobre 10. El consens del lloc diu: "Una comèdia dramàtica observadora sobre l'absorció personal".